# Мандра (водохранилище)
Мандра (также Мандренское озеро) — водохранилище на юге Болгарии, находится к югу от города Бургас. До 1963 года являлось солоноватым озером.

## История

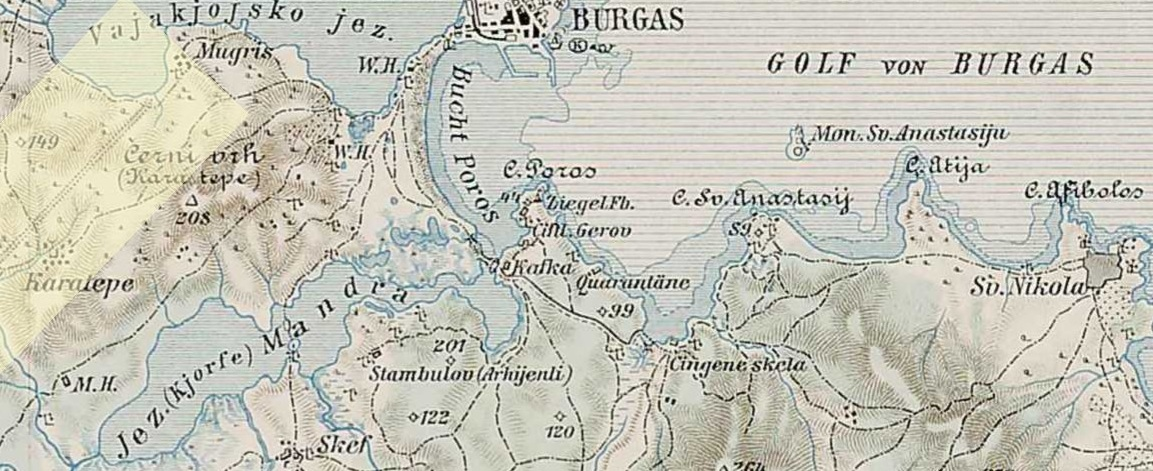
Лиман Мандра и Бургасский регион в 1903 году.

На протяжении своей истории водоём был известен под названиями Кёрфес, Ахренслийское болото и Язеклийское озеро. Название Кёрфес происходит от тур. körfez, что означает «бухта». Под этим названием водоём был известен в 1493 году; тогда же было указано, что лиман использовался как гавань.
В 1884 году появилось описание водоёма, сделанное Константином Иречеком, который указывает, что водоём имеет 10 км в длину и 1-2 км в ширину и является лиманом с слабой, но постоянной проточностью. Летом и осенью, с приходом восточных ветров, солёность воды возрастает. В 1912 году профессор Бончев в своем докладе указывал, что водоём имеет площадь 16,5 км² и меньше по размерам, чем Бургасское озеро. Также указывалась глубина водоёма у канала, которая составляла 5 метров, а на западе глубина достигала лишь 70-80 см.
В 1963 году была построена плотина, которая превратила лиман в пресноводное водохранилище, увеличив его площадь почти в 4 раза.

## Географические характеристики

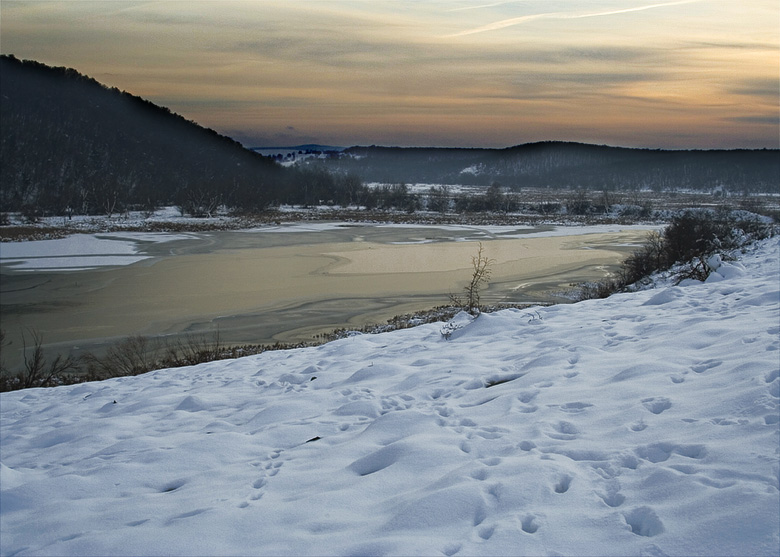
Дамба возле Бургаса.

Мандра является самым южным и самым большим из четырёх Бургасских озёр. Площадь его поверхности составляет 38,84 км², длина — 8 км при максимальной ширине 1,3 км. Водохранилище расположено в прямой речной долине, ориентированной перпендикулярно относительно морского берега, ранее сообщалось с морем на юге от Бургаса. В водоём впадают воды четырех рек: Изворска, Факийска, Средецка, Русокастренска.
Озеро не сохранило свой естественный вид. В 1934 году в западной части водоёма были построены плотины с целью предотвращения весенних паводков. Вторая важная перемена в экосистеме водоёма состоялась в 1963 году, когда была построена плотина в его восточной части. Таким образом, лиман был полностью отделён от моря и заполнен пресной водой. Были уничтожены мели, заросли болотной растительности (камыш). Вместе с этим исчезли некоторые водные птицы, обитавшие здесь: цапли, пеликаны, утки и другие, была уничтожена единственная колония розовых пеликанов в Болгарии.
Важные части озера были поставлены под защиту: Узунгерен, Пода и устье реки Изворска (общая площадь 151 га).